# Betinho
Alberto Alves Coelho (Santa Maria de Lamas, 1993. július 21. –), ismertebb nevéb Betinho, portugál labdarúgó, az SC Espinho játékosa, csatár.

## Pályafutás

### Klubcsapatokban

#### Sporting
Betinho 11 évesen szerződött le a Sporting CP csapatához, a CF União de Lamas-tól. Játszott a Sporting összes utánpótlás csapatában.
2011. december 14-én Betinho a cserepadon ült a Sporting Európa-liga mérkőzésén az SS Lazio ellen. Nem cserélték be, csapata 2–0-ra kikapott. A 2012–2013-as szezont a Sporting utánpótlás csapatában kezdte, a portugál másodosztályban. Augusztus 18-án mutatkozott be, mikor három percet játszott a Vitória SC B ellen. Első gólját négy nappal később szerezte, az SC Covilhã elleni 2–1 arányú győzelem során. A következő hónap végén bemutatkozhatott az első osztályban is, André Carrillo cseréjeként, a GD Estoril Praia ellen a 74. percben.
Tagja volt annak az U19-es csapatnak, ami harmadik lett a 2012–2013-as NextGen tornán. A következő szezon első felében kilenc gólt szerzett a másodosztályban.

##### Évek kölcsönben
2014 januárjában Betinho kölcsönben a Vitória FC játékosa lett a szezon fennmaradó részére. Első mérkőzésén mindössze négy percet játszott, márciusban.
2014. szeptember 1-én kölcsönben a Brentford játékosa lett, hogy a sérült Scott Hogan helyét vegye át. Mark Warburton, a csapat menedzsere és a NextGen egyik rendezője azt mondta, hogy a játékos teljesítményei kiemelkedők voltak. Kisebb problémák miatt az átigazolás során csak szeptember 16-án tudott csatlakozni a csapathoz. A Norwich City ellen mutatkozott be Stuart Dallas cseréjeként. Ezt követően alig kapott lehetőséget a szezonban, főként az utánpótlás csapatban szerepelt.

#### Belenenses
Betinho 2015. augusztus 12-én négy éves szerződést írt alá a CF Os Belenenses csapatával. Mindössze 350 percet játszott a szezon első felében, kölcsönben visszaküldték a Sportingba. 2017. augusztus 11-én, azt követően, hogy csak háromszor szerepelt az előző évadban, Betinho kölcsönbe igazolt a CF União másodosztályú csapathoz. Tizenhat nappal később gólt szerzett debütálásán a Sporting B ellen, miután a 45. percben beállt a cserepadról.
2018 júliusában ismét elhagyta a csapatot kölcsönben, a Lusitânia játékosa lett, szülővárosában.

#### Espinho
Espinho 2019. július 23-án szerződtette a játékost.

### A válogatottban
Betinho az U15-ös és az U21-es szint között az összes utánpótlás válogatottban játszott. Az U19-es csapatban 20 mérkőzésen 14 gólja volt, a 2012-es U19-es Európa-bajnokság selejtezőjének gólkirálya lett, 10 góllal. A tornán kétszer talált be, a válogatottja a csoportkörben kiesett.
Betinho tagja volt a keretnek, ami részt vett a 2013-as Toulon-tornán, csapata negyedik helyezett lett, ő gólt nem szerzett. Az U21-es csapatban 2013. szeptember 5-én mutatkozott be, gólt szerezve Norvégia ellen a 2015-ös Európa-bajnoki selejtezőkben.